# Thomas John I'Anson Bromwich
Pour les articles homonymes, voir Bromwich.
Thomas John I'Anson Bromwich (1875-1929) est un mathématicien anglais, Fellow de la Royal Society,.

## Biographie
Bromwich nait à Wolverhampton. En 1892, ses parents quittent l'Afrique du Sud, où il a été au collège. Il s'inscrit à St John's College (Cambridge) et en 1895, se classe Senior Wrangler au traditionnel Tripos de mathématiques. En 1897, il obtient un poste de maître de conférences à St. John. De 1902 à 1907, il est professeur de mathématiques au Queen’s College à Galway. En 1906, il est élu sociétaire de la Royal Society. L'année suivante, il retourne à Cambridge, comme Fellow (professeur titulaire) de St. John’s, et se voit confier le poste de premier adjoint du colonel Harding, commandant de l'arsenal de Woolwich. Il est élu par deux fois vice-président de la Royal Society (en 1919 et 1920). Au cours des dernières années de sa vie, il manifeste des signes d'instabilité mentale, que ses amis mettent sur le compte du surmenage ; il met fin à ses jours en août 1929.

## Œuvre
Bromwich se consacre à l'algèbre et à l'analyse. G. H. Hardy voit en lui « le meilleur mathématicien pur des mathématiques appliquées de Cambridge, et le meilleur spécialiste des mathématiques appliquées parmi les mathématiciens purs. »
Aujourd’hui, Bromwich est surtout connu pour sa justification théorique du calcul opérationnel de Heaviside, qui repose en partie sur une intégrale de contour particulière, permettant le calcul de la transformée de Laplace inverse. Cette intégrale de contour particulière reste aujourd'hui comme l’intégrale de Bromwich.
Bromwich se consacre aussi à la recherche de solutions analytiques aux équations de Maxwell, et à l'étude de la dispersion des ondes électromagnétiques planes par des sphères. Il a également écrit sur la théorie des formes quadratiques.
En 1908, il publie An Introduction to the Theory of Infinite Series. Une deuxième édition parait en 1926. Hardy fait l'éloge de son contenu, tout en déplorant l'ordre des matières. Cet ouvrage est toujours publié.